# باتل مانيا
باتل مانيا (باليابانية:バトルマニア , و معروف في الولايات المتحدة باسم بالإنجليزية:Trouble Shooter) هي لعبة فيديو من نوع شوتم أب من تطوير وناشر لعبة شركة فيك توكاي ، صدرت حصريا على الجهاز ميجا درايف. أصدرت لعبة التالية بعنوان باتل مانيا دايجينجو (باليابانية:バトルマニア 大吟醸 ) كما تم إصداره لميجا درايف في اليابان وكوريا فقط.

## وصله خارجية
- Trouble Shooter and the Battle Mania series at موبي جيمز
- Trouble Shooter at جيم فاكس